# Museo Antigua Herzegovina
El Museo Antigua Herzegovina  es un museo en Foča, Republika Srpska, en Bosnia y Herzegovina.

## Historia del museo
El museo fue fundado en 1956. Se encuentra en un edificio del antiguo Hotel Gerstl, construido en 1906 y derribado durante la Segunda Guerra Mundial. En el mismo lugar se construyó de nuevo el Hotel Vucevo, que posteriormente fue adaptado para la actividad museológica. El museo tiene una rica colección de museos y cuatro exposiciones permanentes.
El museo cuenta con un rico fondo museístico y cuenta con cinco exposiciones permanentes. En la galería del museo se exhiben exposiciones itinerantes sobre diversos temas.

### Foča en el pasado
Esta exposición  permite a los visitantes conocer el pasado del municipio de Foča Cronológicamente abarca el período comprendido entre la prehistoria y mediados del siglo XX. La exposición incluye numerosos objetos y fotografías que evocan diferentes épocas y personajes del pasado de Foča, con  piezas de la antigüedad, como restos de armas, herramientas y cerámica, o lanzas, espadas, mazas medievales y armas artesanales decoradas de la época otomana. Dentro de esta, también se pueden ver exhibiciones de la colección numismática con dinero antiguo  diferentes monedas que han sido utilizadas en el área de Foča.

### Exposición etnográfica
La exposición etnográfica incluye muebles, muebles y fragmentos de trajes populares, creados en épocas pasadas, que no están en uso, y que reflejan el estilo de vida de la población de la zona de Foča. Las piezas expuestas evocan el interior de las casas rurales y urbanas de principios del siglo XX, y se pueden ver productos artesanales auténticos y decorados.

### Foča período de la lucha de liberación del pueblo
La exposición  presenta lo que fuera Foča durante la Segunda Guerra Mundial. El Comité Central del Partido Comunista de Yugoslavia y el Comando Supremo encabezado por Josip Broz Tito estuvieron en Foča en ese período. La organización de la estructura militar, política y de fondo de la lucha de liberación popular de Yugoslavia fue realizada durante este período, cuando los partisanos que participaban en la marcha de Igman fueron aceptados y ayudados. Durante ese tiempo, Moša Pijade escribió las  "Foča regulations" que se convirtieran en la base de la futura Yugoslavia Socialista.

### Foča en la Guerra de Defensa y Patria
La exposición a través de fotografías, documentos y objetos presenta los acontecimientos que tuvieron lugar en la zona de Foča durante la Guerra Civil de 1992-1995 en Bosnia y Herzegovina. Muestra la situación en la antigua Yugoslavia en los últimos años de su existencia. La mayor parte de la exposición presenta el esfuerzo bélico de los combatientes de Foča, su formación en la XI Brigada de Infantería de Herzegovina y su asignación a la conclusión final de la paz.